# Скляры (Лебединский район)
Скляры (укр. Скляри) — село,
Подопригоровский сельский совет,
Лебединский район,
Сумская область,
Украина.
Село ликвидировано в 1988 году .

## Географическое положение
Село Скляры находится на расстоянии в 0,5 от сёл Косенки и Майдаки.
Рядом проходит автомобильная дорога Т-1918.

## История
- 1988 — село ликвидировано [1].